# Said ibn Ahmad
Said ibn Ahmad (arabisch سعيد بن أحمد, DMG Saʿīd ibn Aḥmad; † 1811) war von 1783 bis zu seinem Tode der Imam von Oman.
Die Nachfolge von Ahmad ibn Said (Ahmad ibn Sa‘îd, 1749–1783) dem Begründer der Said-Dynastie war nicht unumstritten, da sich Ahmads Sohn Hillal im Gebiet des heutigen Pakistans aufhielt. Zwar wurde Said zum Imam gewählt, doch war er im Volk recht unbeliebt, so dass er schon 1784 von seinem Sohn Hamad ibn Said (1784–1792) abgelöst werden konnte, der von Maskat aus weite Teile Omans unter seine Kontrolle brachte. Said (Sa‘îd) konnte sich aber in Rustaq behaupten, wo er bis zu seinem Tod 1811 den Titel des Imams der Ibaditen beanspruchte.
Bedeutung hatte der Konflikt insoweit, als Hamad in der Folgezeit auf die Wahl zum Imam verzichtete und sich ganz auf die Herrschaft über Maskat, die omanischen Küstengebiete und die Kolonien in Afrika (s. Sansibar) konzentrierte. Dies führte zu einer Spaltung des Landes in Maskat und das Imamat Oman, die erst Mitte des 20. Jahrhunderts wieder aufgehoben werden konnte.
| Personendaten    | Personendaten           |
| ---------------- | ----------------------- |
| NAME             | Said ibn Ahmad          |
| ALTERNATIVNAMEN  | سعيد بن أحمد (arabisch) |
| KURZBESCHREIBUNG | Imam von Oman           |
| GEBURTSDATUM     | 18. Jahrhundert         |
| STERBEDATUM      | 1811                    |